# دنیل هابسون
دنیل هابسون (آلمانی: Daniel Habesohn; ۲۲ ژوئیهٔ ۱۹۸۶) بازیکن تنیس روی میز اهل اتریش است.
وی در مسابقات کشوری و بین‌المللی در مجموع برندهٔ ۳ مدال طلا، ۳ مدال نقره، ۳ مدال برنز شده‌است.